# Ácido 2,5-piridinodicarboxílico
Ácido 2,5-piridinodicarboxílico ou ácido isocincomerônico é um composto orgânico com a fórmula C7H5NO4 e massa molecular 167,12. Possui ponto de fusão 242 - 247°C. É classificado com o número CAS 100-26-5, número de registro Beilstein 131697, número EC 202-834-2, número MDL MFCD00006297 e PubChem Substance ID 24898759.
Apresenta-se como um pó cristalino fino amarelo a esverdeado. É usado na preparação de derivados que atuam como agentes antivirais.
É um dos seis isômeros ácido piridinodicarboxílico. Dentre os isômeros destacados encontram-se o ácido 2,4-piridinodicarboxílico, ou ácido lutidínico, e o ácido 3,5-piridinodicarboxílico.